# Папа Стефан IV
Папа Стефан IV (лат. Stephanus Quartus; 24. јануар 817.) је био 97. папа од 22. јуна 816. до 24. јануара 817.